# Велоспорт на літніх Олімпійських іграх 1960
У змаганнях з велоспорту на літніх Олімпійських іграх 1960 у Римі розіграно 6 комплектів нагород (лише серед чоловіків) у двох видах: шосейний велоспорт і велоспорт на треку. Змагання затьмарила смерть велогонщика Кнуда Єнсена.

## Медальний залік

### Шосейні гонки
| Дисципліни               | Золото                                                                    | Срібло                                                                                | Бронза                                                                         |
| ------------------------ | ------------------------------------------------------------------------- | ------------------------------------------------------------------------------------- | ------------------------------------------------------------------------------ |
| Групова шосейна гонка    | Віктор Капітонов · СРСР                                                   | Лівіо Трапе · Італія                                                                  | Віллі ван ден Берґен · Бельгія                                                 |
| Роздільна командна гонка | Італія (ITA) Лівіо Трапе Антоніо Байлетті Оттавіо Кольяті Джакомо Форноні | Об'єднана німецька команда (EUA) Ґустав-Адольф Шур Еґон Адлер Еріх Гаґен Ґюнтер Лерке | СРСР (URS) Олексій Петров Віктор Капітонов Клевцов Євген Петрович Юрій Меліхов |

### Велоперегони на треку
| Дисципліни                    | Золото                                                               | Срібло                                                                                     | Бронза                                                                        |
| ----------------------------- | -------------------------------------------------------------------- | ------------------------------------------------------------------------------------------ | ----------------------------------------------------------------------------- |
| Командна гонка переслідування | Італія (ITA) Маріно Вінья Луїджі Ар'єнті Франко Теста Маріо Валлотто | Об'єднана німецька команда (EUA) Зіґфрід Келер Берндт Барлебен Петер Ґренінґ Манфред Кліме | СРСР (URS) Віктор Романов Арнольд Бельгардт Леонід Колумбет Станіслав Москвін |
| Спринт                        | Санте Гаярдоні · Італія                                              | Лео Стеркс · Бельгія                                                                       | Валентіно Гаспарелла · Італія                                                 |
| Тандем                        | Джузеппе Бегетто · і Серджо Б'янкетто · Італія                       | Юрґен Зімон · і Лотар Штебер · Об'єднана німецька команда                                  | Володимир Леонов · і Борис Васильєв · СРСР                                    |
| гіт                           | Санте Гаярдоні · Італія                                              | Дітер Ґізелер · Об'єднана німецька команда                                                 | Ростислав Варгашкін · СРСР                                                    |

## Країни, що взяли участь
Змагалися 297 велогонщиків з 48-ми країн.
| - Аргентина (8) - Австралія (9) - Австрія (8) - Бельгія (13) - Бразилія (1) - Болгарія (5) - Канада (2) - Колумбія (7) - Чехословаччина (6) - Данія (8) - Ефіопія (5) - Фінляндія (4) |  | - Франція (14) - Об'єднана німецька команда (14) - Велика Британія (12) - Угорщина (5) - Індонезія (4) - Ірак (2) - Ірландія (5) - Ізраїль (2) - Італія (14) - Японія (5) - Ліхтенштейн (1) - Люксембург (6) |  | - Мальта (3) - Мексика (10) - Марокко (4) - Нідерланди (13) - Нова Зеландія (1) - Норвегія (1) - Пакистан (2) - Польща (5) - Португалія (4) - Румунія (6) - Сан-Марино (4) - Південна Корея (4) |  | - Південно-Африканська Республіка (5) - СРСР (13) - Іспанія (9) - Цейлон (1) - Швеція (4) - Швейцарія (14) - Туніс (4) - США (14) - Уругвай (5) - Венесуела (5) - Федерація Вест-Індії (1) - Югославія (5) |

## Таблиця медалей
| Місце              | Країна                           | Золото | Срібло | Бронза | Загалом |
| ------------------ | -------------------------------- | ------ | ------ | ------ | ------- |
| 1                  | Італія (ITA)                     | 5      | 1      | 1      | 7       |
| 2                  | СРСР (URS)                       | 1      | 0      | 4      | 5       |
| 3                  | Об'єднана німецька команда (EUA) | 0      | 4      | 0      | 4       |
| 4                  | Бельгія (BEL)                    | 0      | 1      | 1      | 2       |
| Загалом (4 збірні) | Загалом (4 збірні)               | 6      | 6      | 6      | 18      |